# 와디럼
와디럼(아랍어: وادي رم, Wādī Ramm, 와디람)은 요르단 아카바주에 있는 사막이다. 달의 계곡(아랍어: وادي القمر , Wādī al-Qamar)으로도 불린다. 요르단에서 가장 큰 와디이며, 요르단의 자연보호구역 및 세계유산으로 지정되어 있다.
영화 《아라비아의 로렌스》(1962)의 촬영지로 알려지면서 요르단의 대표적인 관광지 중 하나가 되었다. 또한 《미션 투 마스》(2000)·《마션》(2015) 등에서는 화성의 모습을 담기 위한 촬영지로, 《스타워즈: 라이즈 오브 스카이워커》(2019), 《듄》(2021) 등에서는 사막 행성의 모습을 담기 위한 촬영지로 활용되었다.

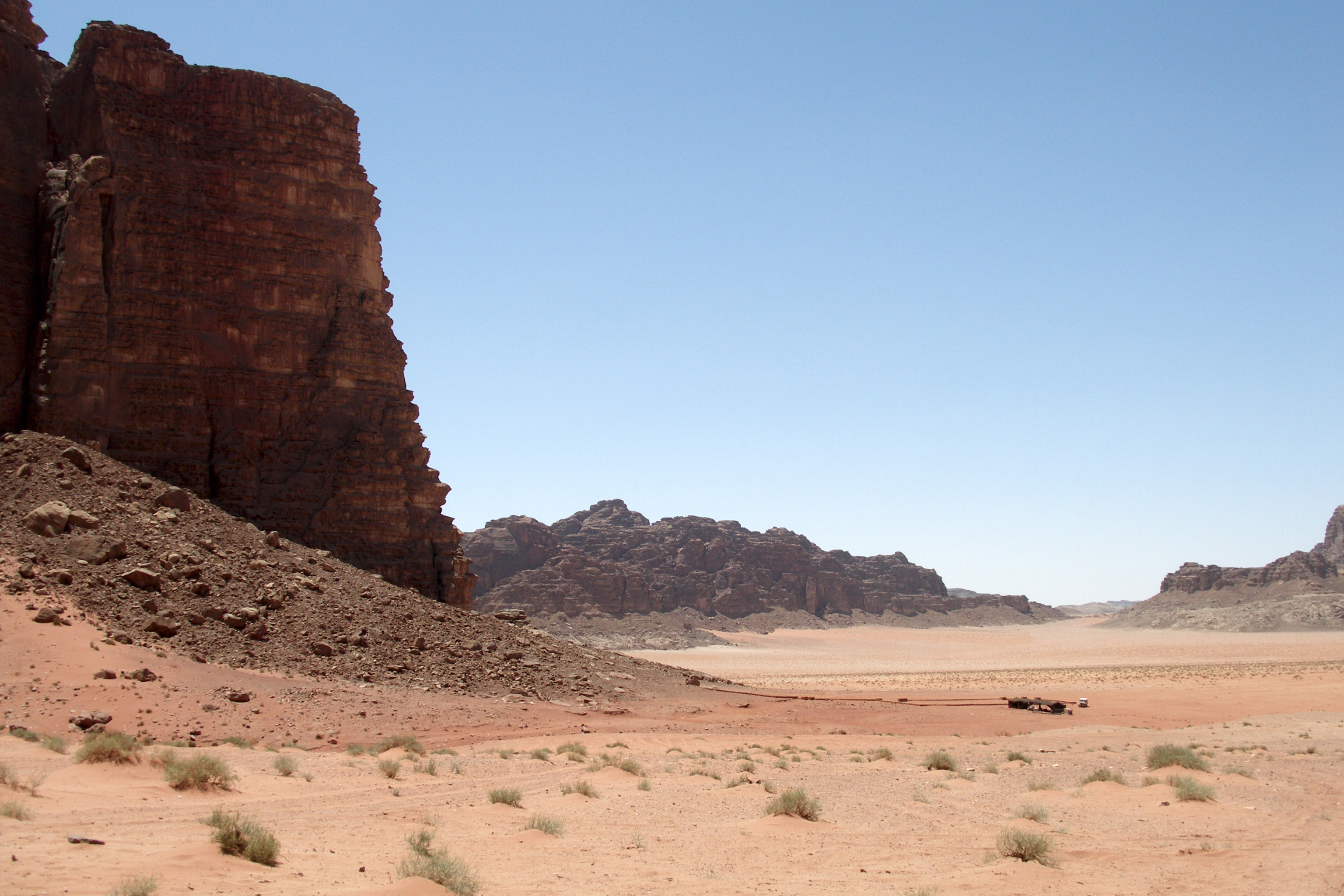
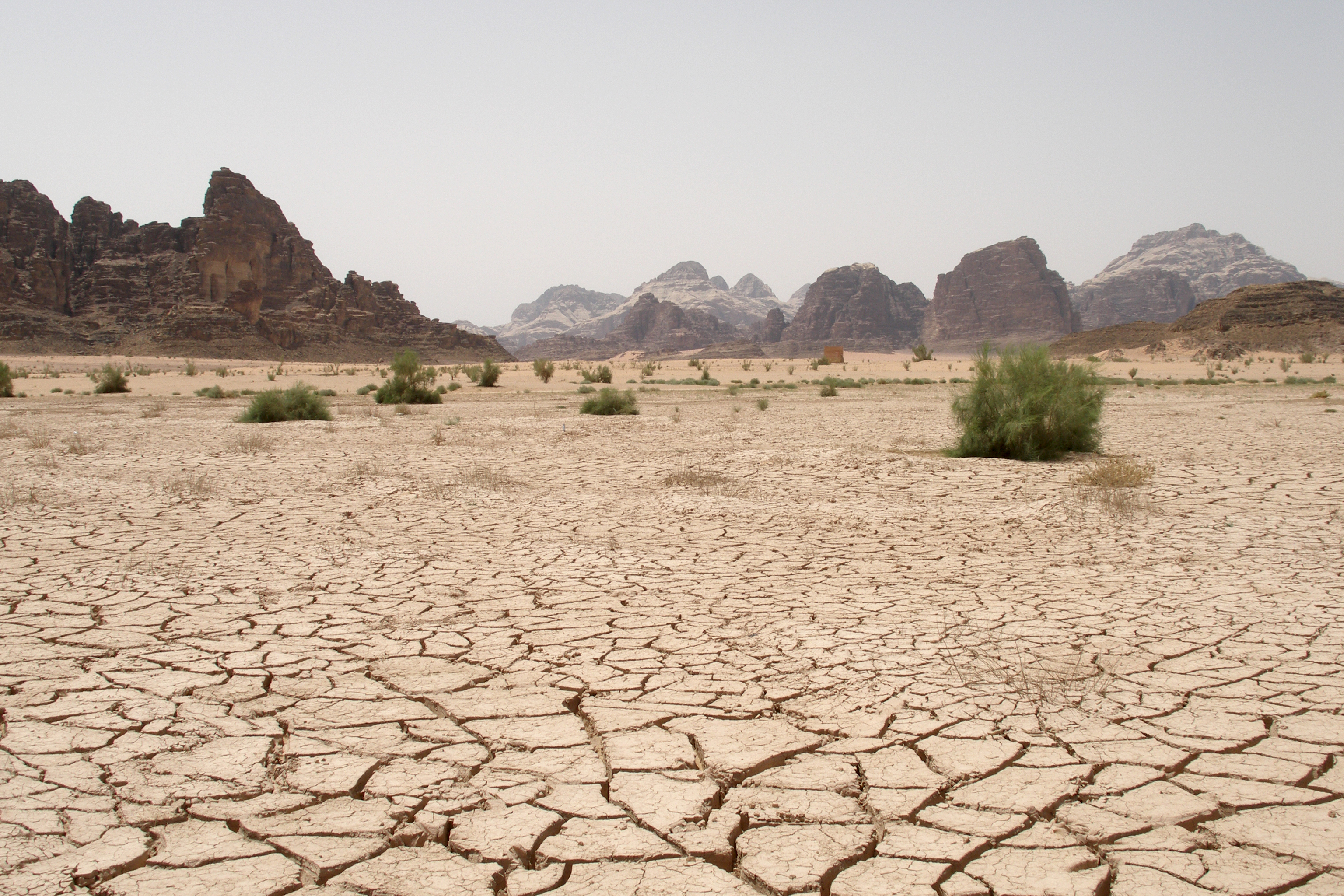
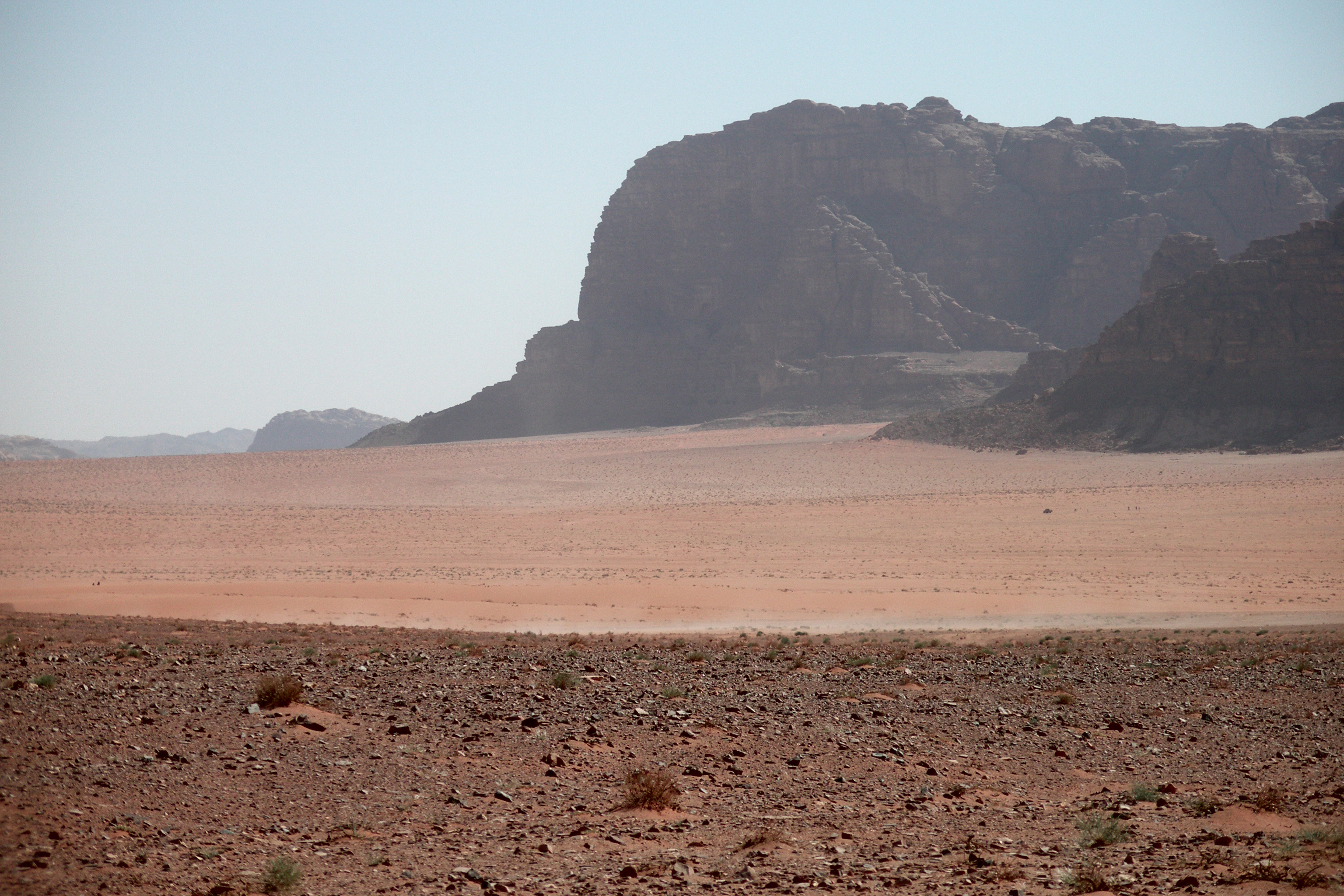
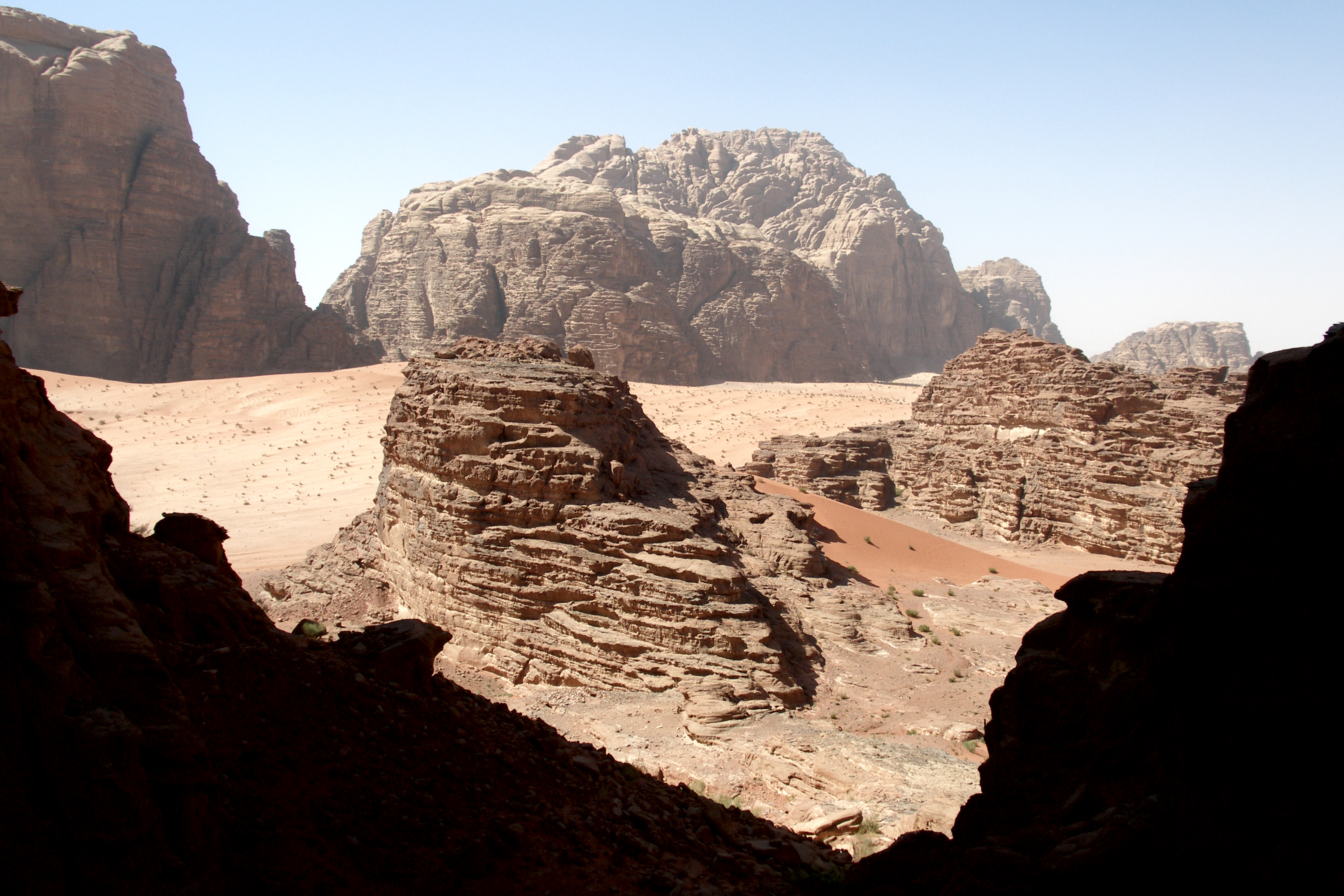
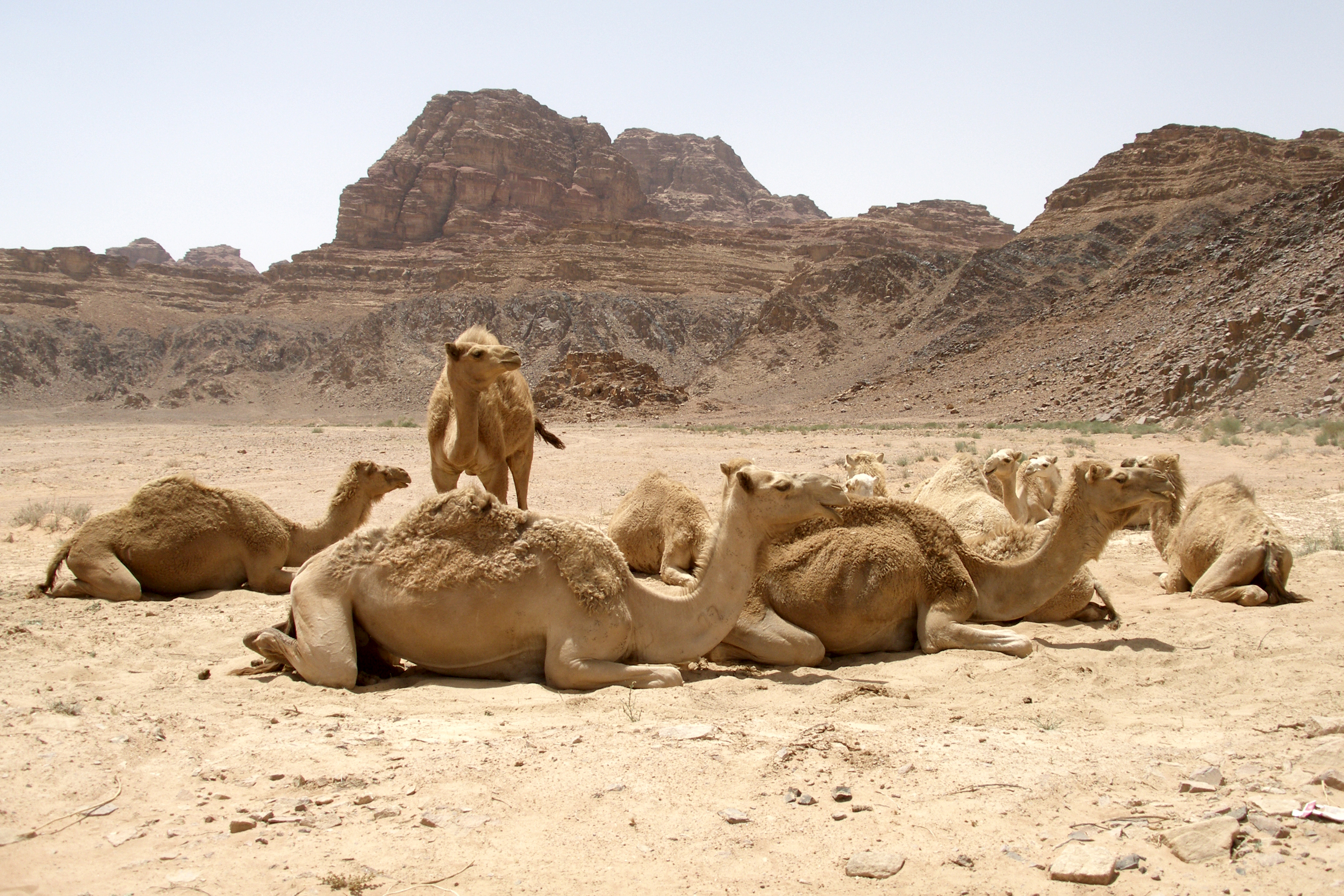
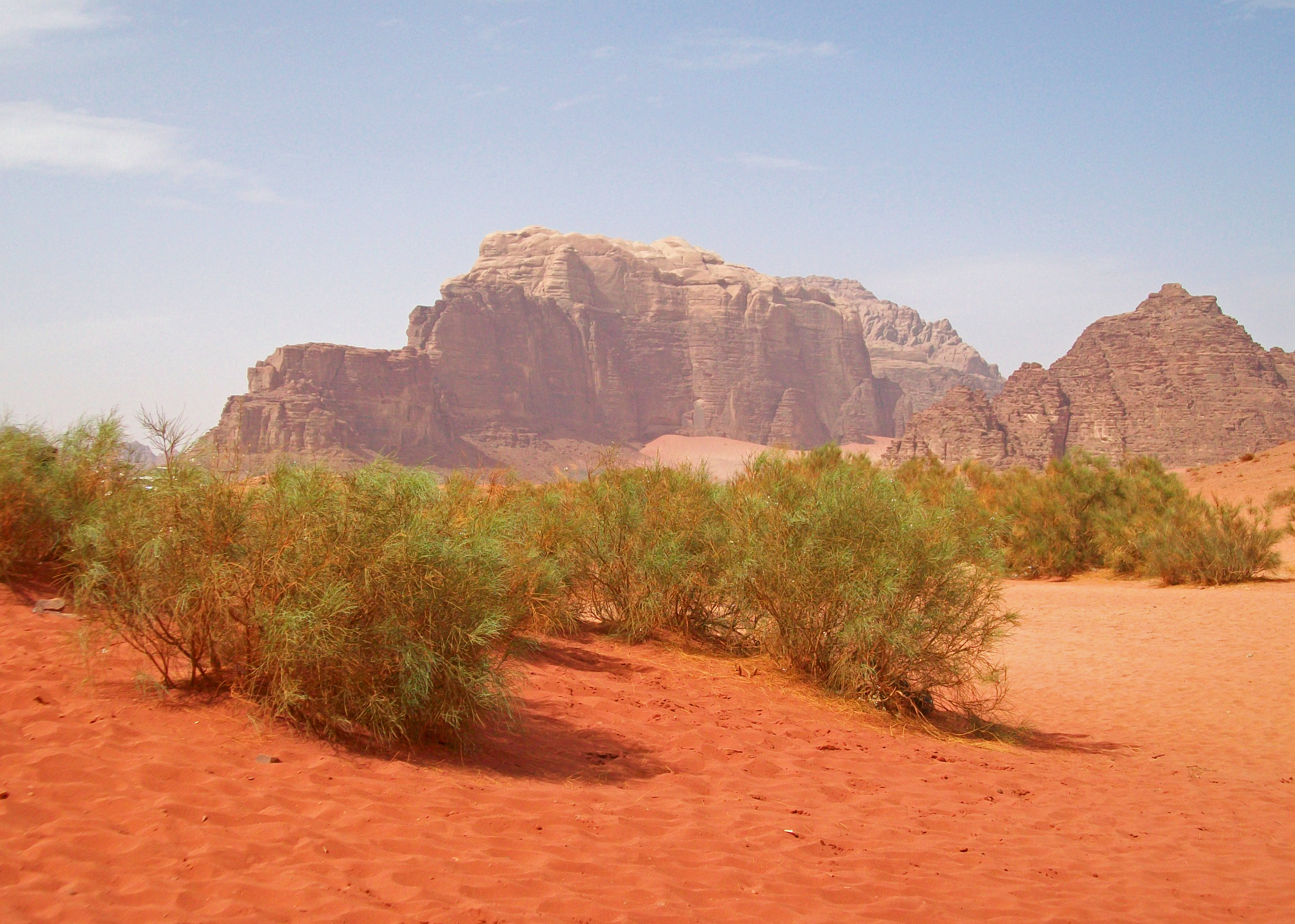
사막과 돌산.
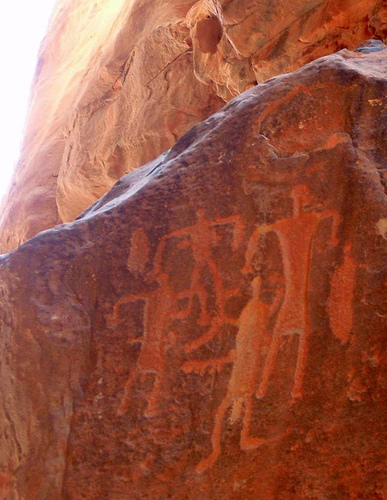
고대 암각화.
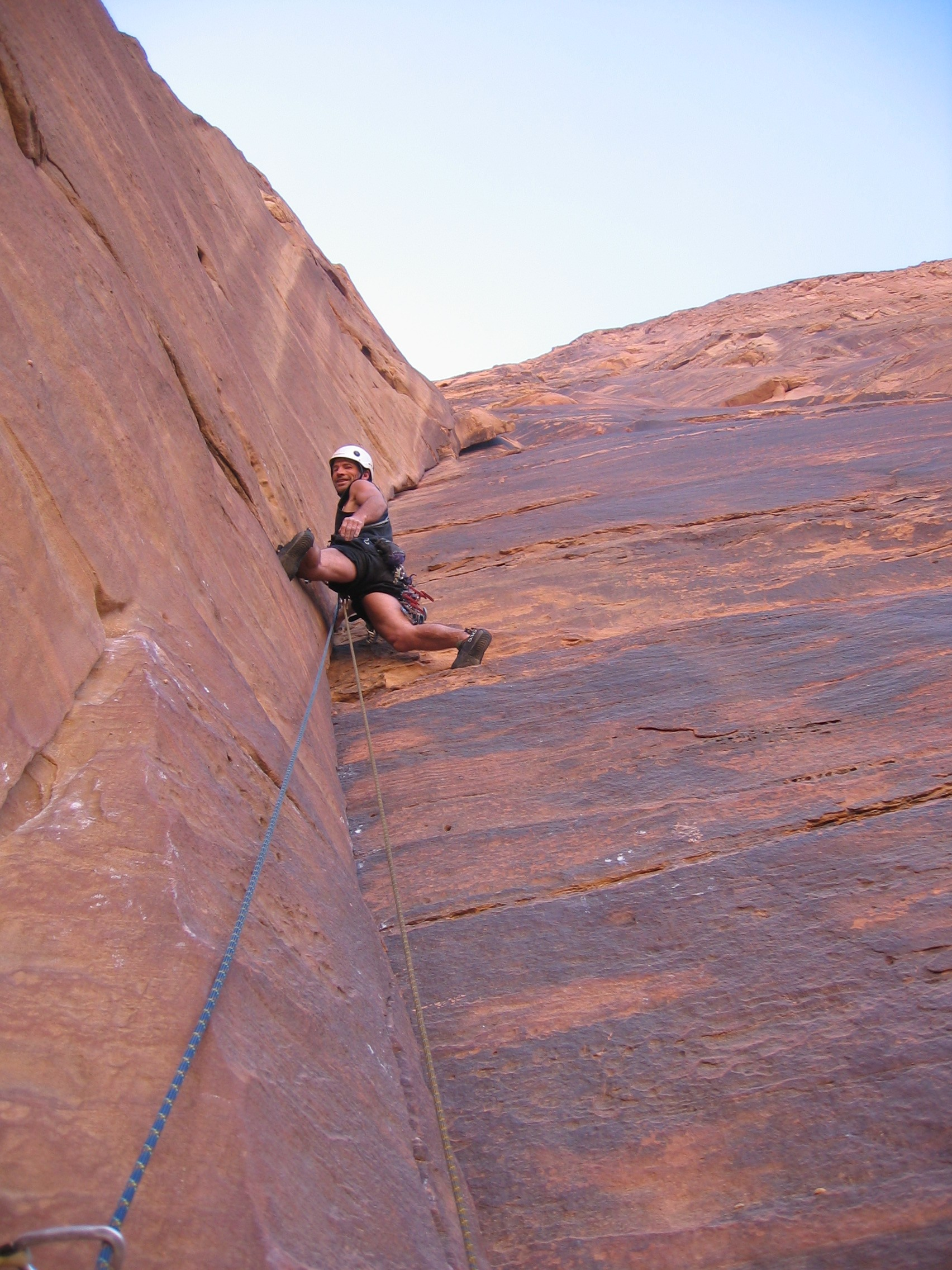
자발람(영어판)의 암벽을 오르는 등반가.

## 같이 보기
- 요르단의 세계유산